# TSN Necochea
TSN Necochea es una página web de noticias de la ciudad de Necochea, provincia de Buenos Aires, Argentina. Inició sus operaciones en enero de 1997 como cableoperador (más tarde comprado por el Grupo Clarín) y canal local. Dicho canal clausuró en 2022 y actualmente sus operaciones se limitan a su web.

## Historia
Necochea contaba con señal de televisión por cable desde 1984, cuando se gestó la idea de Canal 4 Televisión Necochea, también llamado Necochea Televisora Color, que tenía una programación variada.
En enero de 1997, inician las transmisiones del cableoperador Televisión Satelital Necochea conformado por Multicanal, La Capital Cable de Mar del Plata y Ecos Diarios, con una oferta de 65 canales, la gran parte de ellos básicos, además de retransmitir el Canal 2 de Mar del Plata (de La Capital Cable), un canal local propio y cinco canales codificados, HBO Ole, Cinecanal, Cinemax, el canal médico Señal de Vida y el canal adulto Venus. Para los canales codificados se usó un decodificador TOCOM, también usado para los partidos codificados de TyC (El clásico del domingo). El fundador tanto del canal local (Canal 10) como de la cableoperadora fue Guillermo Inacio, tres veces presidente de la ADEPA. A mediados de 1999, el cableoperador fue adquirido por La Capital Cable, mientras que los canales locales (9 y 10) seguían usando la nomenclatura TSN. Al mismo tiempo, PROSICOM se interesó por una licencia radiofónica en la frecuencia 94.5 FM. En 2009, luego de la fusión entre Cablevisión y Multicanal, el Grupo Clarín otorgó en comodato el control de TSN. Cuando PROSICOM decidió entregar la señal local a Telecom, propietaria de Flow, esta se hizo cargo de las indemnizaciones a su personal.
PROSICOM anunció en noviembre de 2019 que iba a reducir su cobertura periodística, cortando el resumen de fin de semana y el noticiero del mediodía, además de echar a un periodista y un camarógrafo, sin mencionar directamente la causa, aunque se especulaba que era para sanar dificultades económicas que tenía la empresa. Dicho caso causó un repudio en Necochea, con la seccional local del ATE uniéndose al repudio contra la decisión.
El 29 de julio de 2022, TSN emitió su último noticiero, anunciando el cese definitivo de sus transmisiones el día 31 de julio de ese año, fusionándose con Somos Mar del Plata (de Flow) para crear a Somos Mar del Plata-Necochea. El nuevo canal no implementó la hipótesis de lanzar un nuevo noticiero puramente local El último noticiero terminó con una selección de imágenes, principalmente de sus últimos años, que sirvió como despedida al canal. Después de su cierre, TSN continuó sus operaciones exclusivamente como portal de noticias.